# Makkaraperunat

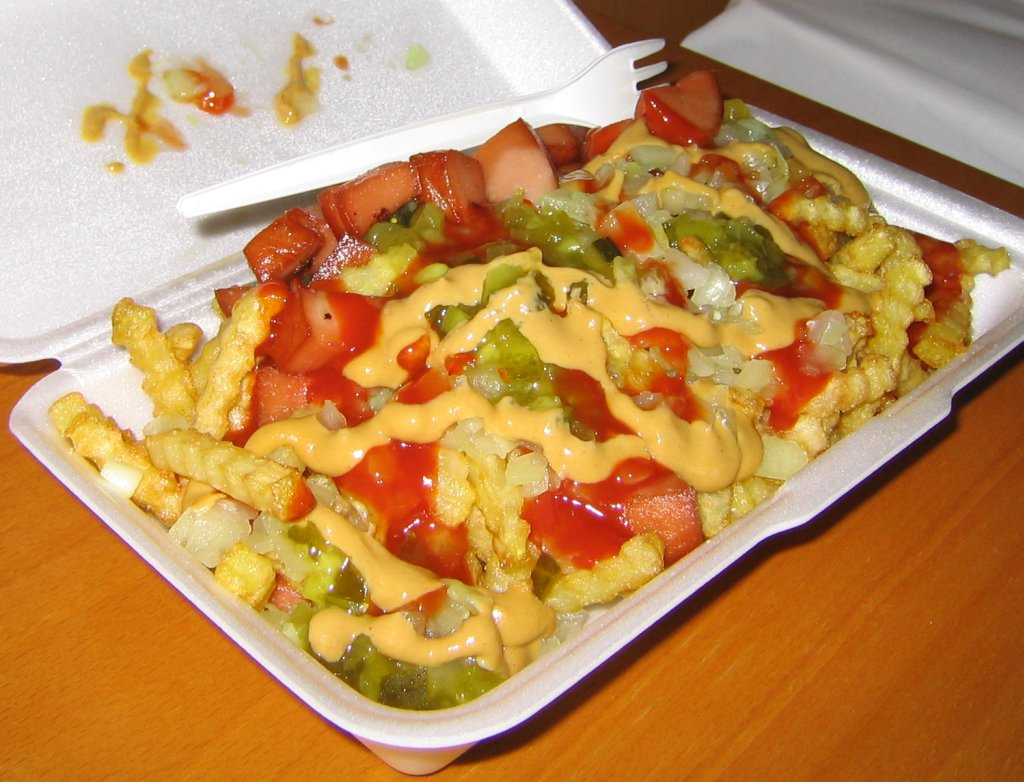
Makkaperunat als Fast Food

Makkaraperunat („Wurstkartoffeln“) ist ein Gericht aus der finnischen Küche. Traditionell besteht es aus Bratkartoffeln, kleingeschnittenen Brühwürstchen, eingelegten Gurken und Zwiebeln. 
In seiner verbreiteten Form als Fast Food werden die Bratkartoffeln durch Pommes frites ersetzt sowie reichlich Ketchup, Senf und manchmal obendrein Mayonnaise zugegeben.